# Чарквиани, Кандид Несторович
Кандид Несторович Чарквиани (груз. კანდიდ ნესტორის ძე ჩარკვიანი; 12 февраля 1907 года, с. Цагери, Кутаисская губерния, Российская империя — 13 сентября 1994 года, г. Тбилиси, Грузия) — советский партийный деятель.

## Биография
Кандид Чарквиани родился в Цагери. Окончил Тифлисский инженерный институт. Член ВКП(б)/КПСС с 1930 года.
До марта 1937 года — заведующий Отделом школ и науки ЦК КП(б) Грузии. В 1937—1938 годах — первый секретарь Союза советских писателей Грузинской ССР. До августа 1938 года был 3-м секретарём ЦК КП(б) Грузинской ССР.
С 31 августа 1938 года по 2 апреля 1952 года — первый секретарь ЦК КП(б) Грузинской ССР, заменил на этой должности Л. П. Берия, ушедшего на повышение в Москву. Назначение Чарквиани было сделано Сталиным единолично, без учёта мнения Берии. Как пишет Криста Гофф, Чарквиани продолжил политику «ассимиляции абхазов в грузинскую нацию и маргинализации их в АССР».
В 1949 году Кандид Чарквиани написал Сталину письмо, содержавшее критику «учения о языке» академика Н. Я. Марра. Последовавшая встреча Сталина, Чарквиани и академика Чикобава, по-видимому, положила начало пересмотру отношения к теории Марра, завершившемуся выходом в 1950 году статьи Сталина «Марксизм и вопросы языкознания» и разгромом марристов.
Чарквиани был кандидатом в члены ЦК ВКП(б) с 1939 по 1952 год. В 1952 году в связи с «мингрельским делом» он был переведён на работу в Москву с формулировкой «освобождён от должности», не подразумевавшей репрессий.
В 1952—1953 годах работал в ЦК ВКП(б) — КПСС, до XIX съезда КПСС сохранял статус кандидата в члены Центрального комитета партии. В 1953—1958 годах — управляющий строительным трестом (Ташкент), затем — в Институте экономики и права Академии наук Грузинской ССР.
С 1981 по 1988 годы являлся директором Научно-исследовательского института экономики и планирования народного хозяйства при Госплане Грузинской ССР.
Депутат Верховного Совета СССР 1, 2, 3 созывов.

### Семья
Был женат на Тамаре Джаошвили (1914—1990). Трое сыновей: Мераб (1934—2001), химик, Георгий (1937—2007), журналист и Гела (1939—2021) — грузинский писатель и дипломат, посол Республики Грузия в Великобритании и Ирландии (2006—2011).

## Награды
- 3 ордена Ленина (24.02.1941; 24.02.1946; 07.01.1944)
- орден Красного Знамени (22.02.1943)
- 2 ордена Отечественной войны I степени (01.02.1945; 11.03.1985)
- орден Дружбы народов (12.02.1987)
- медали

## Сочинения
- Виноделие и его место в экономике Советской Грузии. — Тбилиси : Заря Востока, 1962. — 206 с.
- Кандид Чарквиани, под редакцией Гелы Чарквиани. Эпизоды взаимоотношений со Сталиным = სტალინთან ურთიერთობის ეპიზოდები (груз.). — Тбилиси: Артануджи, 2015. — 266 p. — ISBN 978-9941-445-90-3. Архивировано 18 мая 2021 года.